# زاموئیل میتیا راپوپورت
زاموئیل میتیا راپوپورت (آلمانی: Samuel Mitja Rapoport؛ ‏ ۲۷ نوامبر ۱۹۱۲ – ۷ ژوئیهٔ ۲۰۰۴) استاد دانشگاه و متخصص برجستهٔ بیوشیمی اهل آلمان شرقی بود. وی که تباری یهودی داشت و یک کمونیست متعهد بود، پس از حمله آلمان نازی به اتریش و ضمیمه کردن آن کشور به خاک خود، از آنجا گریخت و به ایالات متحده آمریکا رفت. در سال ۱۹۵۰ و به‌دنبال مک‌کارتیسم، به او که برای شرکت در یک همایش بیماری‌های کودکان در زوریخ بود، اطلاع دادند که یکی از اهداف «کمیتهٔ ضدکمونیسم جوزف مک‌کارتی» است و بهتر است به آمریکا برنگردد. وی مدتی در اتریش کار کرد، اما با فشار دولت آمریکا،  نتوانست کرسی استادی «مؤسسهٔ شیمی پزشکی» وین را به دست آورد و هیچ‌یک از کشورهای فرانسه، بریتانیا و حتی اتحاد جماهیر شوروی سوسیالیستی هم حاضر نشدند به او شغلی بدهند. اندکی بعد به او پیشنهاد شد تا استاد دانشگاه هومبولت برلین شرقی و رئیس «مؤسسهٔ شیمی فیزیولوژیک» در بیمارستان شاریته شود که او نیز پذیرفت و به آلمان شرقی رفت. پیش‌تر او به سبب عقاید ضد صهیونیستی، پیشنهاد کار در مؤسسه علوم وایزمن در اسرائیل را رد کرده بود. وی همسر متخصص مشهور کودکان و نوزادان اینگبورگ راپوپورت بود.